# George I van Brieg
George I van Brieg (circa 1481/1483 - 30 mei 1521) was van 1488 tot 1505 hertog van Liegnitz en van 1503 tot 1521 hertog van Brieg. Hij behoorde tot het huis Piasten.

## Levensloop
George was de derde en jongste zoon van hertog Frederik I van Liegnitz en Ludmila van Podiebrad, dochter van koning van Bohemen George van Podiebrad. 
Na de dood van zijn vader in 1488 erfden George en zijn oudere broers Jan II en Frederik II de hertogdommen Liegnitz, Haynau en Lüben. Omdat de broers allen nog minderjarig waren, werd hun moeder Ludmila regentes. Hun moeder erfde dan weer de hertogdommen Brieg en Ohlau. 
In 1495 stierf zijn oudste broer Jan II, waarna Frederik II en George nog tot in 1498 onder het regentschap van hun moeder bleven. Dat jaar werden beide broers volwassen verklaard en begonnen ze zelfstandig te regeren.
In 1503 overleed zijn moeder Ludmila en erfden George en Frederik II de hertogdommen Brieg en Ohlau. Ze bleven daarna nog twee jaar als gezamenlijke heersers regeren, waarna de broers in 1505 beslisten om hun regeringsgebied op te splitsen. Hierbij behield George de hertogdommen Brieg en Lüben, terwijl de hertogdommen Liegnitz, Haynau en Ohlau naar zijn broer Frederik II gingen. 
Op 9 juni 1516 huwde hij met Anna van Pommeren (1492-1550), dochter van hertog Bogislaw X van Pommeren. Hun huwelijk bleef kinderloos en hierdoor ging het hertogdom Brieg na de dood van George in 1521 naar zijn broer Frederik II. Zijn weduwe Anna erfde het hertogdom Lüben en bleef het besturen tot aan haar eigen dood in 1550.